# Ричард Бигс
Ричард Бигс (на английски: Richard Biggs) е американски телевизионен и театрален актьор, роден на 18 март 1960 г. в Кълъмбъс, Охайо. Известни телевизионни сериали, в които участва са „Вавилон 5“, „Дните на нашия живот“, „Пътеводна светлина“ и „Кръстоносен поход“. Театралната кариера на Бигс включва постановките „Бурята“ и „Укротяване на опърничавата“.

## Филмография
- „Силна медицина“ (15 епизода) – тт 2002 до 2004 г.
- „Спешно отделение“ (1 епизод) – 2003 г.
- „От местопрестъплението“ (1 епизод) – 2002 г.
- „Военна прокуратура“ (1 епизод) – 2002 г.
- „Пътеводна светлина“ – от 2001 до 2004 г.
- „В.И.П.“ (1 епизод) – 2000 г.
- „Бевърли Хилс 90210“ (1 епизод) – 1999 г.
- „Кръстоносен поход“ (1 епизод) – 1999 г.
- „Диагноза убийство“ (1 епизод) – 1998 г.
- „Вавилон 5“ (93 епизода) – от 1994 до 1998 г.
- „Вавилон 5: Реката на душите“ – 1998 г.
- „Вавилон 5: Трето пространство“ – 1998 г.
- „Вавилон 5: В началото“ – 1998 г.
- „Дните на нашия живот“ – от 1987 до 1992 г.
- „Зоната на здрача“ (1 епизод) – 1986 г.